# Brehme
Brehme település Németországban, azon belül Türingiában. Lakosainak száma 1088 fő (2023. december 31.).

## Népesség
A település népességének változása:
| Lakosok száma | 1092 | 1106 | 1112 | 1094 | 1102 | 1088 |
|               | 2014 | 2017 | 2019 | 2021 | 2022 | 2023 |